# Crataegus aurescens
Crataegus aurescens är en rosväxtart som beskrevs av James Bird Phipps. Crataegus aurescens ingår i hagtornssläktet som ingår i familjen rosväxter. Inga underarter finns listade i Catalogue of Life.